# Дубока (Јагодина)
Дубока је насељено место града Јагодине у Поморавском округу. Према попису из 2022. има 439 становника (према попису из 2011. било је 632 становника).
Овде се налази Манастир Јаковић. Овде се налазе Запис липа код школе (Дубока), Запис липа код дома (Дубока) и Запис орах код цркве (Дубока).
Дубока је пре Првог светског рата била позната као прво село које је слало децу на средње и стручне школе, па и Универзитет. До 2. априла 1909. године Дубока се налазила у деспотовачком срезу а након тога у беличком срезу.

## Демографија
У насељу Дубока живи 624 пунолетна становника, а просечна старост становништва износи 47,5 година (47,1 код мушкараца и 47,8 код жена). У насељу има 230 домаћинстава, а просечан број чланова по домаћинству је 3,20.
Ово насеље је великим делом насељено Србима (према попису из 2002. године), а у последња три пописа, примећен је пад у броју становника.
|  |

| Демографија | Демографија | Демографија |
| Година      | Становника  | Становника  |
| ----------- | ----------- | ----------- |
| 1948.       | 1.175       |             |
| 1953.       | 1.232       |             |
| 1961.       | 1.250       |             |
| 1971.       | 1.097       |             |
| 1981.       | 992         |             |
| 1991.       | 859         | 810         |
| 2002.       | 737         | 834         |
| 2011.       | 632         |             |
| 2022.       | 439         |             |

| Етнички састав према попису из 2002.‍ | Етнички састав према попису из 2002.‍ | Етнички састав према попису из 2002.‍ | Етнички састав према попису из 2002.‍ | Етнички састав према попису из 2002.‍ |
| ------------------------------------ | ------------------------------------ | ------------------------------------ | ------------------------------------ | ------------------------------------ |
|                                      |                                      |                                      |                                      |                                      |
| Срби                                 | Срби                                 |                                      | 725                                  | 98,37%                               |
| Југословени                          | Југословени                          |                                      | 3                                    | 0,40%                                |
| Црногорци                            | Црногорци                            |                                      | 1                                    | 0,13%                                |
| непознато                            | непознато                            |                                      | 8                                    | 1,08%                                |

| Година пописа     | 1948. | 1953. | 1961. | 1971. | 1981. | 1991. | 2002. |
| ----------------- | ----- | ----- | ----- | ----- | ----- | ----- | ----- |
| Број домаћинстава | 242   | 257   | 297   | 280   | 275   | 240   | 230   |

| Број чланова      | 1  | 2  | 3  | 4  | 5  | 6  | 7 | 8 | 9 | 10 и више | Просек |
| ----------------- | -- | -- | -- | -- | -- | -- | - | - | - | --------- | ------ |
| Број домаћинстава | 56 | 61 | 25 | 21 | 25 | 27 | 9 | 5 | 0 | 1         | 3,20   |

| Пол    | Укупно | Неожењен/Неудата | Ожењен/Удата | Удовац/Удовица | Разведен/Разведена | Непознато |
| ------ | ------ | ---------------- | ------------ | -------------- | ------------------ | --------- |
| Мушки  | 309    | 55               | 215          | 26             | 10                 | 3         |
| Женски | 341    | 34               | 207          | 87             | 10                 | 3         |
| УКУПНО | 650    | 89               | 422          | 113            | 20                 | 6         |

| Пол    | Укупно                    | Пољопривреда, лов и шумарство | Рибарство                            | Вађење руде и камена | Прерађивачка индустрија       |
| ------ | ------------------------- | ----------------------------- | ------------------------------------ | -------------------- | ----------------------------- |
| Мушки  | 150                       | 71                            | 0                                    | 0                    | 43                            |
| Женски | 66                        | 40                            | 0                                    | 0                    | 2                             |
| УКУПНО | 216                       | 111                           | 0                                    | 0                    | 45                            |
| Пол    | Производња и снабдевање   | Грађевинарство                | Трговина                             | Хотели и ресторани   | Саобраћај, складиштење и везе |
| Мушки  | 0                         | 6                             | 7                                    | 2                    | 4                             |
| Женски | 0                         | 0                             | 5                                    | 1                    | 0                             |
| УКУПНО | 0                         | 6                             | 12                                   | 3                    | 4                             |
| Пол    | Финансијско посредовање   | Некретнине                    | Државна управа и одбрана             | Образовање           | Здравствени и социјални рад   |
| Мушки  | 0                         | 1                             | 3                                    | 4                    | 3                             |
| Женски | 0                         | 1                             | 0                                    | 7                    | 9                             |
| УКУПНО | 0                         | 2                             | 3                                    | 11                   | 12                            |
| Пол    | Остале услужне активности | Приватна домаћинства          | Екстериторијалне организације и тела | Непознато            | Непознато                     |
| Мушки  | 2                         | 0                             | 0                                    | 4                    | 4                             |
| Женски | 0                         | 0                             | 0                                    | 1                    | 1                             |
| УКУПНО | 2                         | 0                             | 0                                    | 5                    | 5                             |